# Potsdam Centrum für Politik und Management
Das Potsdam Centrum für Politik und Management (PCPM) ist ein der Wirtschafts- und Sozialwissenschaftlichen Fakultät der Universität Potsdam angegliedertes Zentrum, das in der Verwaltungswissenschaft Forschungs- und Beratungsprojekte durchführt und nationale sowie internationale wissenschaftliche Weiterbildungsangebote anbietet. In Verbindung mit den Lehrstühlen, die dem PCPM nahestehen, werden auch verschiedene Studiengänge beziehungsweise Kurse angeboten. Das PCPM steht unter Leitung von Werner Jann.

## Akademisches Profil
Das PCPM betreibt in der Politik- und Verwaltungswissenschaft Forschung und Lehre mit dem Schwerpunkt im universitären Profilbereich „Politik, Verwaltung und Management“. Das PCPM und dem Zentrum nahestehende Programme und Abschlüsse innerhalb der Universität Potsdam wurden in der jüngsten Reputationsstudie der Deutschen Vereinigung für Politische Wissenschaft als eine der drei wichtigsten deutschen universitären Lehr- und Forschungsstätten im Bereich Policy-Forschung und Verwaltungswissenschaft ausgezeichnet.
Das PCPM arbeitet zusammen mit dem Kommunalwissenschaftlichen Institut (KWI) der Universität Potsdam, das der kommunalwissenschaftlichen Forschung, Lehre und Weiterbildung auf den Gebieten der Rechts-, Sozial- und Wirtschaftswissenschaft dient, wie auch mit dem Potsdam eGovernment Competence Center (IfG.CC), das ein Verbund verschiedener Organisationen ist, die modernes Regieren und Verwalten unter Nutzung von neuer Informations- und Kommunikationstechnik (IKT) erforschen.

## Internationale und nationale Programme
Es gibt vom PCPM an der Universität Potsdam mehrere Studiengänge, die teilweise, größtenteils oder ganz auf Englisch angeboten werden. Forschung und Aufgaben in der Graduiertenförderung und grundständigen Lehre werden im Bereich "PCPM Research and Teaching" koordiniert; postgraduale, gebührenfinanzierte Programme im Bereich "PCPM Executive Education" bei der universitätseigenen, gemeinnützigen UP Transfer GmbH durchgeführt. Die an der Universität Potsdam angebotenen Master- und Doktorandenprogramme im Bereich der Politik- und Verwaltungswissenschaften gehören nach Einschätzung des Centrums für Hochschulentwicklung zur europäischen Spitzengruppe.
Grundständige Studiengänge
- Der grundständige Zwei-Fach-Bachelor Studiengang BA Politik und Verwaltung.
- Der grundständige Studiengang BA Politik, Verwaltung und Organisation.
- Der grundständige (PPM) Master Public Policy and Management (Verwaltungswissenschaften).

Internationale und Weiterbildende Studiengänge
- Executive Master of Public Management (EMPM), der mit der privaten Hertie School of Governance angeboten wird. Das Executive Master of Public Management (EMPM) Programm richtet sich an Berufserfahrene, für die die Kooperation von Staat, Wirtschaft und Zivilgesellschaft ein wichtiger Bestandteil ihrer Arbeit ist.
- Der „Master of European Governance and Administration“/„Master Européen de Gouvernance et d´Administration“ (MEGA) wurde als ein deutsch-französisches Regierungsprogramm eingerichtet. Das MEGA-Programm zielt auf modernes, kooperatives Regieren (Governance) in der europäischen und internationalen Zusammenarbeit.
- Master of Public Management (MPM) mit seinen drei Streams Public Policy and Administration (PPA), Global Public Policy (GPP) und GeoGovernance (GG). Das MPM-Programm richtet sich an "high-potential", "mid-career" Personal im höheren Dienst des öffentlichen Sektors mit hohem, nachgewiesenem Engagement im eigenen Arbeitsbereich.
- Deutsch-Russischer Master of Arts Verwaltungswissenschaft. Für den Studiengang kooperiert die Wirtschafts- und Sozialwissenschaftliche Fakultät der Universität Potsdam mit der Fakultät der Geistes- und Sozialwissenschaften der Russischen Universität der Völkerfreundschaft Moskau.

Darüber hinaus gibt es verschiedene Angebote und Kooperationen im weiterbildenden Sektor, wie zum Beispiel Kurzzeitprogramme, Summer Schools, Weiterbildungen für die GIZ und Executive Training Courses for Government Officials für Bedienstete aus Schwellen- und Transformationsländern.